# Stefan Starzyński
Stefan Starzyński, né le 19 août 1893 à Varsovie et mort probablement le 21 décembre 1939 dans la même ville, est un homme politique et économiste polonais. Maire (président) de la ville de Varsovie dont il a organisé la défense en septembre 1939 pendant l'invasion allemande, il est arrêté par la Gestapo le 5 octobre et exécuté entre le 21 et le 23 décembre 1939.

## Biographie
Né à Varsovie, Stefan Starzyński passe son enfance à Łowicz, alors sous la domination prussienne où il fréquente un établissement d'enseignement secondaire et participe aux grèves scolaires de 1905. À partir de 1907, il s'instruit à l'école privée d'Emilian Konopczyński à Varsovie (aujourd'hui lycée d'Adam Mickiewicz).   

### Engagement patriotique
Membre de la société secrète qui s'appelle Union pour l'indépendance des jeunes progressistes, Starzyński s'engage dans des activités patriotiques pour lesquelles il est arrêté trois fois par les autorités russes. En 1910, à l'âge de dix-sept ans, il est condamné à un mois de prison à la Citadelle. Après avoir purgé sa peine, il est contraint de changer d'école. Il poursuit ses études au gymnase de Michał Kreczmar, puis à l'école d'August Zieliński (aujourd'hui École des hautes études commerciales de Varsovie), dont il sort diplômé en 1914. En 1912, il adhère à l'Association du tir (Związek Strzelecki) et de l'Union de combat active (Związku Walki Czynnej), des organisations paramilitaires polonaises clandestines qui, sous la couverture d'activités sportives, préparent l'insurrection.
Après le déclenchement de la Première Guerre mondiale, il rejoint la 1e brigade des Légions polonaises organisées par Józef Piłsudski. Interné par les Allemands après avoir refusé prêter serment de fidélité à l'empreur en 1917, il est emprisonné dans le camp de Beniaminów. Après sa libération au printemps 1918, il rejoint la Société des industriels de Varsovie, tout en restant membre de l'Organisation militaire polonaise (Polska Organizacja Wojskowa ou POW). En novembre 1918, il rejoint l'Armée polonaise, nouvellement créée. 
Au tournant de 1918/1919, après avoir terminé le cours pour officiers supérieurs à Chełm, il est officier du 2e bureau (service de renseignement) de l'état-major. À la fin de l'automne 1919, à sa propre demande, il est transféré au poste de chef d'état-major de la 9e division d'infanterie. Il resté dans l'armée jusqu'en 1921, terminant son service avec le grade de capitaine. Pour son courage et son dévouement, il reçoit la Croix de la vaillance. En 1922, il est promu major. 
Après la signature de la paix à Riga en mars 1921, Starzyński est nommé secrétaire général de la délégation polonaise aux Commissions mixtes de ré-évacuation et spéciales à Moscou. 

### Au service de l'Etat polonais
De retour en Pologne en 1924, Starzyński s'engage dans l'administration économique du jeune Etat polonais et rejoint le Comité économique des ministres, dirigé par le Premier ministre et ministre du Trésor Władysław Grabski. Il dénoncé la corruption parmi les députés et pour protéger les intérêts du Trésor public il bloqua le versement des indemnités parlementaires des députés. Craignant l'opposition, le nouveau Premier ministre Aleksander Skrzyński ordonne à Starzyński d'arrêter cette politique. Starzyński présente alors sa démission le 1er mars 1926. 
Il écrit alors son credo économique et social Le programme du gouvernement travailliste en Pologne dans lequel il postule une réforme de l'administration afin de la soumettre sous contrôle de la société. Il est favorable au développement de l'autonomie administrative et économique locale. Il voit la sortie de la dépression économique dans une politique d'intervention fiscale de l'Etat. Il insiste sur la nécessité d'une réforme agricole. Il préconise des prêts pour stimuler les investissements dans l'économie agricole et une accélération l'action de consolidationdes terres. Il exige l'expansion des monopoles d'État. Il place ses espoirs dans le développement de la politique maritime de l'Etat, la construction du port de Gdynia et de la ligne de fer qui le relierait avec les charbonnages et les usines de la Silésie. 
Après le coup d'État de mai 1926 de Józef Piłsudski, Starzyński se voit confier le poste de responsable des missions spéciales auprès du Premier ministre Kazimierz Bartel. Dans les années 1929-1932, il est adjoint au ministre du Trésor dans le gouvernement d'Aleksander Prystor. 
Aux élections de 1930, il est élu à la Diète sur la liste du Bloc indépendant de coopération avec le gouvernement (BBWR). À partir de 1931, il est également chargé de cours à l'École des hautes études commerciales de Varsovie.
Après avoir quitté le gouvernement en 1932, il devient vice-président de la Banque Gospodarstwa Krajowego.

### Maire de Varsovie
Le 31 juillet 1934, Starzyński accède au poste de président provisoire de la capitale de Varsovie. Cette nomination politique ne suscite guère l'enthousiasme des habitants de Varsovie. Cependant, dans un contexte économique difficile, Starzyński parvient à maîtriser le déficit budgétaire de la capitale et entame une politique d'investissement de développement, en modernisant l'infrastructure technique de la ville. 
Au cours de son mandat, les accès à la ville et la surface de nombreuses rues de la capitale sont rénovés, le centre-ville est relié au quartier Żoliborz, le système d'approvisionnement en eau et le système d'égouts sont étendus, la production d'électricité est augmentée. Grâce à ses actions, Varsovie rallonge considérablement ses voies de tramway. Plus de 40 nouvelles écoles et de nombreux parcs de la ville sont construits, la bibliothèque publique est agrandie, le Musée national de Varsovie se dote d'un nouveau bâtiment, le Musée du vieux Varsovie et le Théâtre Powszechny sont construits. 
Il consacre beaucoup d'attention aux monuments et à l'esthétique de la ville. À partir de 1935, il dirige l'action "Varsovie en fleurs". En tant que président, il contrôle les travaux de rénovation, entre autres du Palais royal et de l'Arsenal royal, du palais Branicki, du Palais Blanka, du Palais de Brühl, de la découverte et de la mise en valeur d'un fragment de l'enceinte médiévale de Varsovie.  

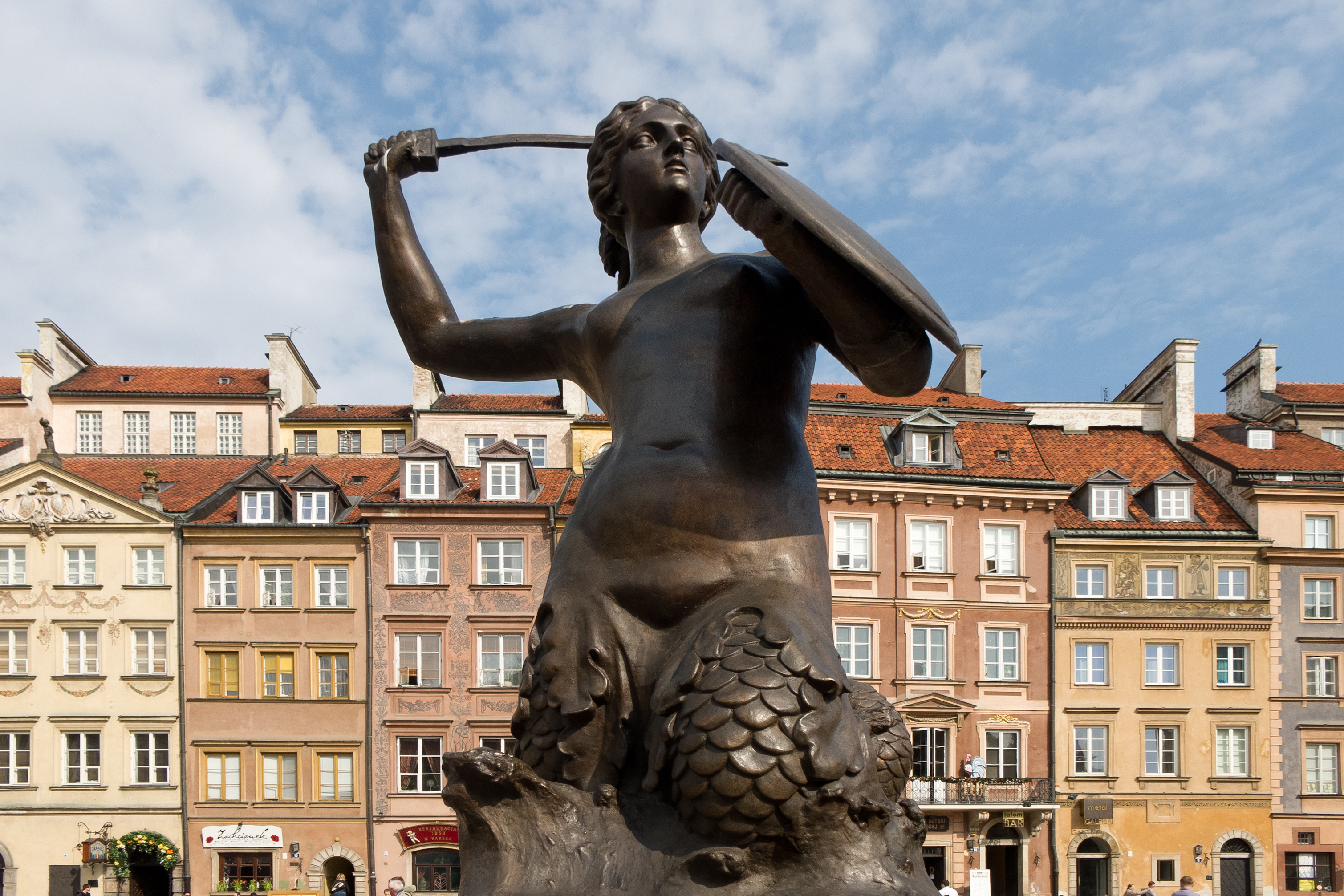
Sirène de Varsovie

Il commissionne à Ludwika Nitschowa la statue de la Sirène de Varsovie, qui est devenue le symbole de la ville.
Il est l'initiateur du plan quadriennal d'expansion de la capitale, lancé en 1937 et qui prévoit la construction d'un nouveau pont sur la Vistule, la construction d'une nouvelle centrale électrique, l'aménagement d'espaces verts et la construction et la mise en service d'une section de 25 kilomètres du métro.
À partir de novembre 1935, Starzyński est président de l'Association des villes polonaises et président du secteur municipal du camp d'unification nationale (OZON).
En 1938, il est élu sénateur.

### La défense de la capitale
À l'été 1939, alors que la situation politique devient de plus en plus tendue et la guerre semble inéluctable, Starzyński crée des Établissements d'approvisionnement municipaux, chargés de l'approvisionnement de la capitale en nourriture et en carburant. En juillet, il contribue à élaborer un plan d'évacuation du gouvernement de Varsovie et de sécurisation des collections du Musée national. Il engage du personnel supplémentaire pour le service de santé, les pompiers et les transports publics. Le 27 juillet 1939, il rédige un testament dans lequel il lègue ses propres collections d'art au Musée national.
Après l'attaque allemande contre la Pologne le 1er septembre 1939, il fait tout son possible pour assurer la meilleure protection aux habitants de la capitale. Il prépare la défense aérienne de la ville, recrute et organise des brigades de volontaires pour aider les personnes ensevelies sous les décombres et sécuriser les maisons bombardées. Il appelle les habitants de Varsovie à maintenir la paix et l'ordre dans la ville lors des bombardements.
Le gouvernement polonais  s'évacue de Varsovie le 7 septembre 1939, mais Starzyński refuse de quitter sa ville. A la proposition de s'évacuer par avion envoyée par le chef de l'armée polonaise Edward Rydz-Śmigły, il répond au général Juliusz Rómmel, le commandant de l'ensemble des forces polonaises dont celle de la défense de Varsovie du général Walerian Czuma et celle du général Wiktor Thommée qui défend la forteresse de Modlin : " Je reste avec les miens." 
Le 8 septembre, il devient donc commissaire civil au commandement de la défense de Varsovie. Ses discours quotidiens, diffusés à la radio pendant le siège de Varsovie, encouragent les habitants de la ville à resister et garder l'espoir. C'est grâce à ses discours, tous improvisés, dans lesquels il appelle inlassablement les Varsoviens à défendre leur ville avec détermination qu'il acquiert une énorme autorité.
Le 17 septembre 1939 est la journée la plus difficile pour le Varsovie assiégé. Des bombes et l'artillerie lourde pilonnent la ville, des incendies envahissent toute la capitale. Cinq mille missiles tombent sur la ville, et endommagent gravement le château royal et la Vieille ville. Ce jour-là, le président fait le tour de la ville, dont il informe les auditeurs. Il assure que les défenseurs restent à leurs postes et que les civils qui les soutiennent font preuve du courage. Il félicite les habitants pour leurs manifestations quotidiennes d'héroïsme silencieux. Ce jour-là, il parle pour la première fois au nom non seulement de la capitale, mais de toute la Pologne :

« Les ruines et les cendres de Varsovie m'autorisent aujourd'hui à demander aux gouvernements de Grande-Bretagne et de France au nom du peuple : quand fourniront-ils une assistance à la Pologne, qui nous soulagera un peu également à Varsovie et nous permettra de repousser, voire contrecarrer les méthodes barbares qui sont appliquées à nous ici ? »

Le 23 septembre, s'adressant pour la dernière fois aux habitants de Varsovie, il déclare : 

« Je voulais que Varsovie soit grande. Je croyais qu'elle le sera. Mes collègues et moi avons élaboré des plans, nous avons fait des croquis de la grande Varsovie du futur. Et Varsovie est grande. C'est arrivé plus tôt que nous ne le pensions. Pas dans cinquante ans, pas dans cent, mais c'est aujourd'hui que je la vois vois grande. Au moment où je vous parle, je la vois de mes fenêtres dans toute sa grandeur et sa gloire, entourée de nuages de fumée, rougie par des flammes de feu, merveilleuse, indestructible, grande, Varsovie combattante. Et bien qu'aujourd'hui il y ait des décombres là où devaient se dresser de magnifiques orphelinats, bien qu'il y ait des barricades couvertes de cadavres là on voulaient des parcs, bien que nos bibliothèques et nos hôpitaux soient en feu, pas dans cinquante ans, pas dans cent ans mais c'est aujourd'hui que Varsovie défendant l'honneur de la Pologne est au sommet de sa grandeur et de sa gloire. »

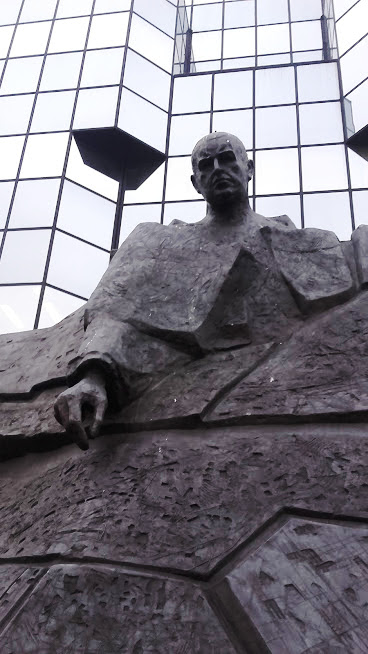
Le monument Stefan Starzyński sur la Place de la Banque à Varsovie, œuvre du sculpteur Andrzej Renes.

Après la capitulation de Varsovie le 27 septembre 1939, Starzyński continue la lutte. Il est cofondateur de la structure de l'administion polonaise clandestine pour laquelle il coopère avec le général Michał Karaszewicz-Tokarzewski, le premier commandant du Service pour la victoire de la Pologne (Służba Zwycięstwu Polski ou SZP). Arrêté par les Allemands le 27 octobre à l'Hôtel de Ville, le président de Varsovie est placé en détention puis emmené à la prison de Pawiak.

## Mystère de sa mort
La date et le lieu de son décès n'ont été révélés par les autorités allemandes qu'en janvier 1994. L'enquête menée en 2014 par l'Institut de la mémoire nationale a pu établir que Starzyński avait été assassiné par la Gestapo entre le 21 et le 23 décembre 1939. Ce crime a été commis par l'oberscharfuehrer Hermann Schimmann, le Hauptscharfuehrer Weber et l'Unterscharfuehrer Perlbach, cependant le donneur de cet ordre n'est toujours pas identifié. 

## Postérité
Stefan Starzyński a aujourd'hui une tombe symbolique au cimetière Powązki à Varsovie.
Les communistes au pouvoir en Pologne après la guerre n'aimaient pas le fait que Starzyński était partisan du camp politique de Jozef Piłsudski. Pendant de nombreuses années, il n'y a pas eu de consentement pour lui ériger un monument à Varsovie. Son monument voit le jour en janvier 1981, lors de la parenthèse enchanté du mouvement Solidarność en Pologne.
Stefan Starzyński est décoré de l'ordre de Virtuti Militari 5e classe, Polonia Restituta 2e classe, la Croix de l'indépendance et trois fois de la Croix de la Vaillance.